# هیدئومی فوکاتسو
هیدئومی فوکاتسو (انگلیسی: Hideomi Fukatsu؛ زادهٔ ۱ ژوئن ۱۹۹۰) بازیکن والیبال اهل ژاپن و عضو تیم ملی والیبال ژاپن و باشگاه پاناسونیک پنترز است.